# RoBlogfest
RoBlogFest este concursul anual de bloguri românești, organizat cu scopul de a coagula comunitatea blogurilor din România.

## Intițiativă
Inițiat de Dragoș Novac Arhivat în 14 ianuarie 2007, la Wayback Machine. (unul dintre cei mai vechi și mai apreciați bloggeri români) Roblogfest a fost gândit ca un concurs popular ce include toate blogurile liber nominalizate de către orice utilizator de internet.

## Despre concurs
La concurs poate participa oricare blog romanesc sau scris de un roman, fie ele propuse de deținătorii lor sau chiar de publicul care le citesc. Toate blogurile pot fi votate numai după nominalizarea candidaților, astfel blogul cu numărul cel mai mare de voturi este câștigător în categoria/categoriile în care a fost încadrat. Incepand cu editia 2007 RoBlogfest are si o editie jurizata ce include categroii de bloguri scrise pe anumite domenii (de ex. jurnalism, cultura, foto, creatie/design, samd). Festivalul se desfășoară în perioada ianuarie-martie a fiecărui an si se termina cu o petrecere cu ocazia careia are loc ceremonia de decernare a premiilor.

## RoBlogFest 2006
Numărul participanților din 2006, având în vedere faptul că a fost prima ediție, a fost destul de redus, asta datorită faptului că abia atunci blogosfera începea să se extindă.

## RoBlogFest 2007
Anul acesta se preconizează un număr extins de participanți, având in vedere și faptul că 2006 a fost, până acum, cel mai bun an al internetului din România, câteva sute de noi utilizatori făcându-și blog.

## RoBlogFest 2011

### Câștigătorii Roblogfest 2011
La ediția din 2011, clasamentul final a fost următorul

#### Categoria Personal & Infotainment
1. Cel mai bun blog colectiv - Prin Brasov Arhivat în 19 august 2012, la Wayback Machine./
2. Cel mai bun blog <18 ani - Paul Sanduleac
3. Cel mai bun blog de muzică -  Black Sheep Sound
4. Cel mai bun blog culinar - Artă culinară Doina - Nicuvar
5. Cel mai bun blog de filme - Caiet de însemnări - Iulian Fira
6. Cel mai bun blog de sport - Gânduri de noapte (sportive) - Nichipercea
7. Cel mai bun blog de travel - Imperator Travel - Imperator Travel
8. Cel mai bun blog de fashion -  I love handmade Arhivat în 19 august 2012, la Wayback Machine.
9. Cel mai bun blog de auto&moto - Mircea Meșter - Mircea Mester
10. Cel mai popular blog - Prin Brasov Arhivat în 19 august 2012, la Wayback Machine.

#### Categoria Profesional (blogurile jurizate)
1. Cel mai bun blog foto - Oitzarisme
2. Cel mai bun blog despre comunicare (media & advertising) - Comanescu
3. Cel mai bun blog cultural - Veioza arte
4. Cel mai bun blog de web design/creatie - Fredo & Pidjin
5. Cel mai bun blog despre politică - Moshe Mordechai
6. Cel mai bun blog despre business - Riscograma
7. Cel mai bun blog de jurnalist - Cătălin Tolontan
8. Cel mai bun blog personal - Florin Sîrbu

## RoBlogFest 2012
La ediția din 2012, clasamentul final a fost următorul

### Personal & Infotainment (popular)
1. Blog colectiv / Șoseta cu Povești
2. Blog de muzica / MusicLife
3. Blog culinar / Arta culinara Doina
4. Blog de filme / FILME TARI
5. Blog de sport / Ganduri de noapte (sportive)
6. Blog travel / TravelGirls.ro
7. Blog de fashion / Stil Masculin
8. Blog auto / Iovi Service Blog
9. Blog de parinti / Jurnal din Burtica
10. Cel mai popular blog / Bellum omnium contra omnes
11. Site-uri / LucruriGratis

### Jurizat

#### Profesional
1. Blog de fotografie / Dragoș Asaftei
2. Blog despre comunicare / blogul Spada
3. Blog cultural / Ivcelnaiv
4. Blog despre politica / Moshe & Mordechai
5. Blog despre business / Orlando Nicoara
6. Blog despre tehnologie / Giz.ro
7. Blog de jurnalist / Vlad Ursulean

#### Comunicare și Social Media
1. Pagina de facebook / Citroen Romania fanpage
2. Blog de companie – blogul Spada
3. Blog de produs – c-vedete – Citroen – Motor Heads